# Zgoša (potok)
Zgoša, tudi potok Begunjščica, je potok, ki se južno od Radovljice kot levi pritok izliva v reko Savo in je hkrati prvi levi pritok Save po združitvi Save Bohinjke in Save Dolinke.
Izvira kot potok Begunjščica in ima svoje povirje visoko v pobočju istoimenske gore (Begunjščica). Številne grape se šele nad Begunjami združijo v enotno strugo, kjer potok prereže sleme Dobrče in Jamarskega vrha. Ob vodi se nekajkrat vidijo paleozojske plasti, posebno še ob karavanški prelomnici tik nad Begunjami.
V zgornjem toku se vodni tokovi pahljačasto razpredajo v pobočja Begunjščice. Teče skozi značilno korito imenovano »Luknja«, ki je v najožjem delu dolgo približno 300 m. Tam je več slapičev. V spodnjem delu pa so zaradi neuravnanega rečnega pretoka predvsem naslednji pojavi: prodišča, tolmuni, soteska, rečne terase na savski prodni ravnici, ostanki morenskega gradiva.
Nedaleč od gradu Kamen se Begunjščici pridruži še Črni potok. Begunjščica teče skozi vas Begunje na Gorenjskem, nato pa v sosednji vasi Zgoša prevzame novo ime, Zgoša, ki se vodotoka drži v ravninskem delu. Pred izlivom v Savo teče še skozi vasi Zapuže, Nova vas pri Lescah in Vrbnje.